# 舊皮斯庫鄉
43°54′N 23°10′E / 43.900°N 23.167°E
舊皮斯庫鄉（羅馬尼亞語：Comuna Piscu Vechi, Dolj），是羅馬尼亞的鄉份，位於該國西南部，由多爾日縣負責管轄，處於布加勒斯特以西240公里，每年平均降雨量919毫米，海拔高度38米，2007年人口2,854。